# John Copenhaver
John Copenhaver, est un romancier américain, auteur de roman policier historique.

## Œuvre

### Romans

#### TrilogieNightingale
- The Savage Kind (2021)
- Hall of Mirrors (2024)

#### Autre roman
- Dodging and Burning (2018)

### Nouvelle
- The Fledgling (2015)

## Prix et distinctions

### Prix
- Larry Neal Writers’ Award 2015 pour The Fledgling[1]
- Prix Macavity 2019 du meilleur premier roman pour Dodging and Burning[2]
- Prix Lefty 2025 du meilleur roman policier historique pour Hall of Mirrors[3]

### Nominations
- Prix Anthony 2019 du meilleur premier roman pour Dodging and Burning[4]
- Prix Barry 2019 du meilleur premier roman pour Dodging and Burning[5]
- Prix Lefty 2022 du meilleur roman historique pour The Savage Kind[3]
- Prix Agatha 2024 du meilleur roman policier historique pour Hall of Mirrors[6]
- Prix Macavity 2025 du meilleur roman pour Hall of Mirrors[2]